# برايان برادي
برايان برادي (بالإنجليزية: Brian Brady)‏ هو لاعب كرة قاعدة أمريكي، ولد في 11 يوليو 1962 في إلم هرست في الولايات المتحدة.

## وصلات خارجية
- برايان برادي على موقعبيزبول رفرنس.كوم (الدوري الرئيسي) (الإنجليزية)
- برايان برادي على موقعبيزبول رفرنس.كوم (الدوري الثانوي) (الإنجليزية)
- برايان برادي على موقع مشجعي الرسوم البيانية (الإنجليزية)